# Wim van Est
Pour les articles homonymes, voir Est (homonymie).
Wim van Est, né le 25 mars 1923 à Fijnaart et mort le 1er mai 2003 à Roosendaal, est un coureur cycliste sur route et sur piste néerlandais.
Surnommé « le rescapé de l'Aubisque » ou « le miraculé de l'Aubisque », il fut le premier Néerlandais à porter le maillot jaune dans le Tour de France. Professionnel de 1949 à 1965, il remporte 81 victoires.

## Biographie
Avant sa carrière de cycliste, il faisait passer clandestinement du tabac à bicyclette, mais ayant été finalement arrêté, il passa plusieurs mois en prison. Il commença à faire du cyclisme en 1946, après qu'un coureur professionnel l’eut vu courir dans le cadre d’une compétition locale. Sa première grande victoire eut lieu en 1950 dans Bordeaux-Paris, la plus longue des classiques (plus de 550 km).
L'année suivante, il fit partie de l'équipe néerlandaise pour le Tour de France. Dans la 12e étape, Agen-Dax, il s’échappa avec un petit groupe, gagna l'étape et reprit 19 minutes au leader, ce qui lui permit d’endosser le maillot jaune. Il est le premier Néerlandais à le porter.
Ce plaisir fut malheureusement de courte durée. Le jour suivant, en défendant sa place, Van Est descendait à toute allure le col de l'Aubisque quand, en raison d'un pneu crevé (selon Van Est lui-même), il glissa et tomba dans un ravin de 70 m de profondeur. Un film, qu'on a pu voir en 1992 pour la première fois, le montre en pleurs en train d'être hissé. Malgré cette chute de soixante-dix mètres, il était pratiquement sain et sauf, mais le Tour était fini pour lui. Il voulait repartir mais on le persuada d’aller à l’hôpital. Par la suite il devait encore remporter deux victoires d'étape dans le Tour de France.
Pontiac fit beaucoup pour sa renommée, c'était la marque de montres qui sponsorisait l'équipe néerlandaise, sa campagne publicitaire commençait ainsi : « J'ai fait une chute de soixante-dix mètres, mon cœur s'est arrêté de battre, mais ma Pontiac marchait toujours... ». En sa présence, on inaugura dans l'Aubisque une plaque qui rappelait sa chute. Wim van Est fut non seulement le premier Néerlandais en jaune, mais en 1953 le premier à gagner une étape dans le Tour d'Italie et à porter le maillot rose.
Par la suite il porta de nouveau le maillot jaune en 1955 et 1958, termina huitième en 1957 et gagna encore deux étapes. Il emporta encore deux fois Bordeaux-Paris, deux titres routiers nationaux et 4 titres nationaux en poursuite individuelle.
Finalement, il est surtout resté célèbre pour ses deux journées dans le Tour de France de 1951. Pour commémorer cet événement, un monument a été inauguré sur la montagne 50 ans après l'événement, le 17 juillet 2001.

### Titres
Wim van Est remporta plusieurs titres nationaux :
- Champion des Pays-Bas de Demi-Fond en 1956
- 2 fois Champion des Pays-Bas sur route en 1956 et 1957
- 4 fois Champion des Pays-Bas de poursuite en 1949, 1952, 1953 et 1955
- 5 fois Champion des Pays-Bas contre-la-montre des Clubs en 1951, 1955, 1956, 1963 et 1964

Il participe à neuf Tours de France et se classa : abandon en 1951, 17e en 1952, 13e en 1953, 16e en 1954, 15e en 1955, 8e en 1957, 48e en 1958, 39e en 1960 et abandon en 1961. Il y remporte trois étapes : dans le Tour 1951, la 12e étape entre Agen et Dax, dans le Tour 1953, la 16e étape entre Marseille et Monaco, et enfin dans le Tour 1954, la 4e étape secteur B entre Rouen et Caen. Il porte le maillot jaune pendant quatre jours comme suit : dans le Tour 1951 dans la 12e étape, dans le Tour 1955 dans la 7e étape et dans le Tour 1958 dans les 3e et 4e étapes.
Il participa également à son Tour national : le Tour des Pays-Bas qu'il remporta en 1951 et 1954 et se classa dans les autres éditions : 9e en 1949, 15e en 1950, 2e en 1955, 3e en 1956, 2e en 1957, 25e en 1958, 10e en 1960, 8e en 1961 et abandon en 1963.
Il remporta par 3 fois la classique Bordeaux-Paris en 1950, 1952 et 1961 et le Tour des Flandres en 1953.

## Palmarès sur route

### Palmarès amateur
- 1947
  - Saarland Rundfahrt
  - 2e du Ronde van Zuid-Beveland
- 1948
  - Ronde van Wilhelminadorp
  - Ronde van Oud-Vossemeer
  - 2e du Ronde van Kruiningen
  - 4e du championnat du monde sur route amateurs

### Palmarès professionnel
| - 1949 - 5e étape du Tour des Pays-Bas - 2e du championnat des Pays-Bas sur route - 2e du Grand Prix des Nations - 3e du Critérium des As - 1950 - Bordeaux-Paris - 9e du championnat du monde sur route - 1951 - Champion des Pays-Bas du contre-la-montre interclubs - 12e étape du Tour de France - 2e du championnat des Pays-Bas sur route - 2e de Bordeaux-Paris - 4e du Grand Prix des Nations - 1952 - Nokere Koerse - Circuit du Limbourg - Bordeaux-Paris - Tour des Pays-Bas - Classement général - 4ea et 7e étapes (étapes contre-la-montre) - 2e du championnat des Pays-Bas sur route - 4e du Tour des Flandres - 7e de Liège-Bastogne-Liège - 1953 - Tour des Flandres - 2eb étape d'À travers la Belgique (contre-la-montre) - 1re étape du Tour d'Italie - 16e étape du Tour de France - 2e de Gand-Wevelgem - 2e du championnat des Pays-Bas sur route - 2e de Bordeaux-Paris - 1954 - Trois Jours d'Anvers : - Classement général - 2eb étape (contre-la-montre par équipes) - Tour des Pays-Bas - Classement général - 3e, 4e et 7e (contre-la-montre) étapes - 4eb étape du Tour de France - 2e de Bordeaux-Paris | - 1955 - Champion des Pays-Bas interclubs - Circuit Mandel-Lys-Escaut - 1reb étape du Tour de France (contre-la-montre par équipes) - 2e et 7e étapes du Tour des Pays-Bas - 2e du Tour des Pays-Bas - 1956 - Champion des Pays-Bas sur route - Champion des Pays-Bas interclubs (avec Piet van Est) - 3ea étape des Trois Jours d'Anvers - Grand Prix de la ville de Vilvorde - 8ea étape du Tour des Pays-Bas (contre-la-montre) - 2e de Kuurne-Bruxelles-Kuurne - 3e des Trois Jours d'Anvers - 3e du Tour des Pays-Bas - 3e du Championnat des Flandres - 3e du Critérium des As - 4e de Bordeaux-Paris - 5e de Paris-Bruxelles - 10e de Liège-Bastogne-Liège - 1957 - Champion des Pays-Bas sur route - 4e et 6eb (contre-la-montre) étapes du Tour des Pays-Bas - 2e du Tour des Pays-Bas - 8e du Tour de France - 1960 - 7ea étape du Tour des Pays-Bas (contre-la-montre) - 1961 - Bordeaux-Paris - 1962 - 4e de Bordeaux-Paris - 1963 - Champion des Pays-Bas interclubs (avec Piet van Est) - 1964 - Champion des Pays-Bas interclubs (avec Piet van Est) |  |

### Résultats sur les grands tours

#### Tour de France
9 participations
- 1951 : abandon (13e étape), vainqueur de la 12e étape,  maillot jaune pendant 1 jour
- 1952 : 17e
- 1953 : 13e, vainqueur de la 16e étape
- 1954 : 16e, vainqueur de la 4eb étape
- 1955 : 15e, vainqueur de la 1reb étape (contre-la-montre par équipes),  maillot jaune pendant 1 jour
- 1957 : 8e
- 1958 : 46e,  maillot jaune pendant 2 jours
- 1960 : 39e
- 1961 : abandon (9e étape)

#### Tour d'Italie
4 participations
- 1953 : 13e, vainqueur de la 1re étape,  maillot rose pendant 1 jour
- 1954 : 19e
- 1957 : 16e
- 1960 : 32e

#### Tour d'Espagne
2 participations
- 1958 : 23e
- 1964 : 17e

## Palmarès sur piste

### Championnats du monde
- Ordrup 1949
  -  Médaillé de bronze de la poursuite
- Rocourt 1950
  -  Médaillé d'argent de la poursuite

### Championnats des Pays-Bas
| - 1949 - Champion des Pays-Bas de poursuite - 1952 - Champion des Pays-Bas de poursuite - 1953 - Champion des Pays-Bas de poursuite | - 1955 - Champion des Pays-Bas de poursuite - 1956 - Champion des Pays-Bas de demi-fond - 1958 - Champion des Pays-Bas de demi-fond |  |